# Stary cmentarz żydowski w Sosnowcu
Stary cmentarz żydowski w Sosnowcu – położony przy ul. Pastewnej, kirkut służący żydowskiej społeczności niegdyś zamieszkującej obecną dzielnicę Sosnowca – Modrzejów. Nie ma dokumentów z których dałoby się ustalić datę powstania. Faktem jest jednak, iż musiał on istnieć już w XVIII wieku (najstarszy nagrobek datowany na rok 1790). Cmentarz został bardzo zniszczony przez Niemców w czasie drugiej wojny światowej. Następnie przez długie lata porośnięty trawą i krzakami. Dopiero w latach 80. i 90. XX wieku cmentarz został uprzątnięty i ogrodzony.

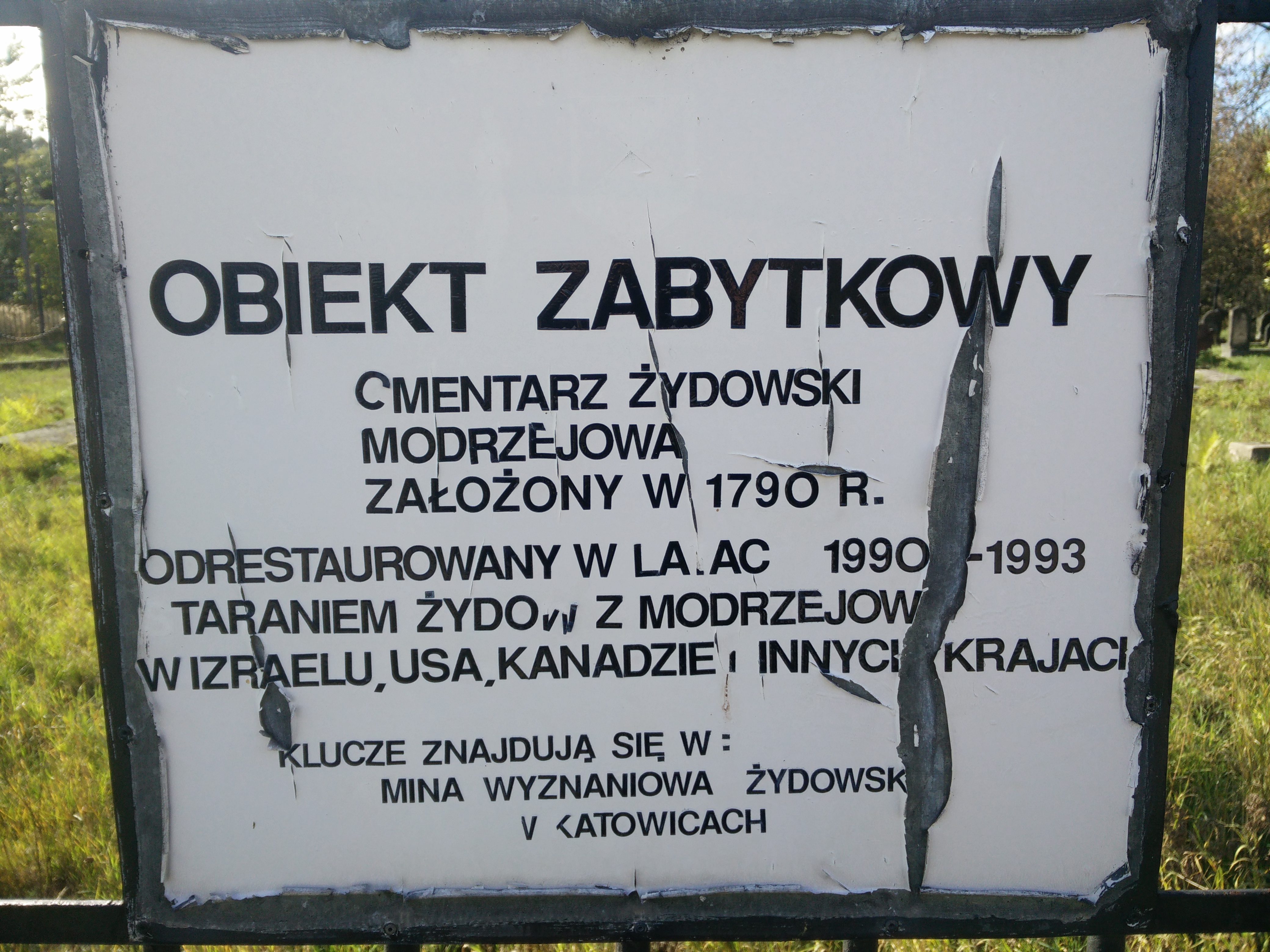

Obecnie na cmentarzu znajduje się około trzystu nagrobków lub ich fragmentów (brak pieniędzy na szczegółowe badania nie pozwala na przeprowadzenie prac archeologicznych w tylnej części nekropolii gdzie, pod pokrywą ziemi i trawy znajduje się więcej zabytkowych nagrobków).